# 旺蒂奇 (英國國會選區)
旺蒂奇（英語：Wantage），英國國會一郡選區，包括英格蘭東南部牛津郡西南部白馬谷大部和南牛津郡西部。
始設於1983年。本區一直來是保守黨的選區，但在2005年，當時的議員羅伯特·V·傑克遜投奔工黨並放棄連任，結果由保守黨的艾得·維茲勝出。他在2010年大選中以52.0%選票成功連任。